# Cabina de bioseguridad

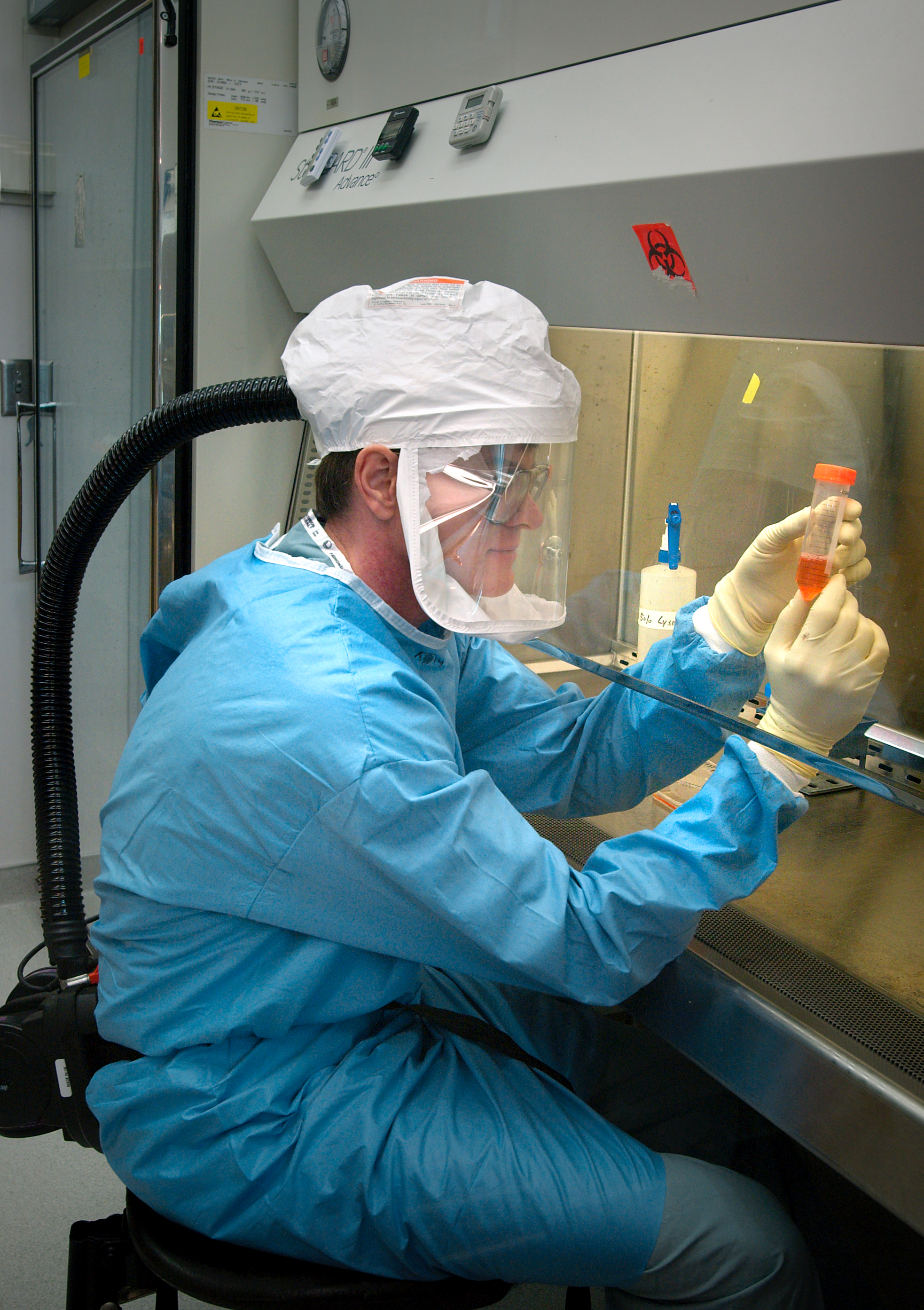
Microbiólogo realizando una investigación sobre la gripe en una cabina de bioseguridad o cabina de seguridad biológica

Una cabina de bioseguridad, cabina de seguridad biológicamente
 o cabina de seguridad microbiológica es un recinto o espacio de trabajo cerrado y ventilado para trabajar de modo seguro con materiales contaminados (o potencialmente contaminados) con agentes patógenos (bacterias, virus...) y forma parte del equipamiento de laboratorio de muchas unidades biomédicas. Existen diferentes tipos, diferenciados por las características específicas de su construcción.
La cabina de bioseguridad consiste  básicamente en un recinto ventilado que es una pieza esencial del equipo de laboratorio para muchos procedimientos. Son la fuente principal de eliminación y prevención de la contaminación, y suponen una barrera fiable para una triple protección: del usuario (personal), el experimento (producto) y la habitación y el edificio (medioambiental). Los 3 tipos de protección se conocen como contención primaria. Las cabinas de bioseguridad utilizan un flujo de aire dirigido específicamente para controlar y arrastrar aerosoles y partículas, y la filtración HEPA para capturarlos y eliminarlos de la corriente de aire.

## Otras denominaciones
- Cámaras de seguridad biológica
- Cabinas de seguridad microbiológica
- CSB o BSC (del inglés Biosafety cabinets)

## Propósito[2]
Las CSB están diseñadas para proteger al trabajador, la atmósfera del laboratorio y los materiales de trabajo de la exposición a las salpicaduras y los aerosoles infecciosos que pueden generarse al manipular material que contiene agentes infecciosos, como cultivos primarios, soluciones madre y muestras de diagnóstico. 
Los aerosoles se producen en cualquier actividad que transmita energía a un material líquido o semilíquido, por ejemplo, al agitarlo, verterlo a otro recipiente, removerlo o verterlo sobre una superficie o sobre otro líquido. Las actividades como la siembra de placas de agar, la inoculación de frascos de cultivo celular con pipeta, el uso de pipetas múltiples para dispensar suspensiones líquidas de agentes infecciosos en placas de microcultivo, la homogeneización y la agitación vorticial de material infeccioso, y la centrifugación de líquidos infecciosos o el trabajo con animales pueden generar aerosoles infecciosos. Las partículas de aerosol de menos de 5mm de diámetro y las pequeñas gotículas de 5 a 100mm de diámetro no son visibles a simple vista.  
El trabajador no suele darse cuenta de que se están produciendo esas partículas, que pueden ser inhaladas o provocar la contaminación cruzada de los materiales que se encuentran sobre las superficies de trabajo. Las CSB, cuando se utilizan debidamente, han demostrado ser sumamente eficaces para reducir las infecciones adquiridas en el laboratorio y la contaminación cruzada de cultivos por exposición a aerosoles. Las CSB también protegen la atmósfera del laboratorio.  
A lo largo de los años, el diseño básico de las CSB ha sufrido varias modificaciones. Un cambio importante fue la adición de un filtro HEPA. Los filtros HEPA retienen el 99,97% de las partículas de 0,3mm de diámetro y el 99,99% de las partículas de tamaño mayor o menor; esto les permite retener eficazmente todos los agentes infecciosos conocidos y garantizar que de la cámara sólo sale aire exento de microorganismos.  
Una segunda modificación del diseño consistió en dirigir hacia la superficie de trabajo aire que haya pasado por filtros HEPA, con el fin de proteger de la contaminación los materiales de esa superficie. Esta característica a menudo se conoce como protección del producto. Estos conceptos de diseño básicos han llevado a la evolución de tres clases de CSB. 
Las cabinas de flujo de aire horizontal y vertical («bancos de trabajo de aire limpio») no son CSB y no deben emplearse como tal.